# Полторацький Костянтин Маркович
Костянтин Маркович Полторацький (30 травня 1782 — 15 березня 1858) — Ярославський військовий і цивільний губернатор (1830—1842), генерал-лейтенант російської імператорської армії, учасник п'яти воєн, включаючи французько-російську.

## Біографія
Костянтин Маркович Полторацький народився 21 (за іншими даними 2 чи 30) травня 1782 року. Батько — Марк Федорович Полторацький, голова Придворної капели. Мати — Агафоклея Олександрівна Шишкова, заміжня Полторацька, знаменита «Півторачиха». Костянтин Маркович мав багато сестер і братів, дочкою одного з них була Анна Керн.
У віці 2-х років Костянтин був записаний до Семенівського лейб-гвардії полк фур'єром. Здобув домашнє виховання та освіту. У віці 15-ти років був зроблений прапорщиками свого полку. У 1802 р., служачи полковим ад'ютантом, був причетний до історії поручика А. Шубіна, який сфабрикував, щоб вислужитися, нібито розкрита їм змова проти імператора. Півторацький, повіривши Шубіну (який прострілив собі руку в Літньому саду), поїхав уночі до палацу і підняв на ноги самого Олександра I.
Брав участь у Російсько-австро-французькій війні 1805 року та в Російсько-пруссько-французькій війні 1807—1808 рр.. Проявив себе в битві при Аустерліці (нагороджений орденом Святої Анни 4 ступеня і зроблений штабс-капітанами) і в 1807 році в битвах при Гейльсберзі і Фрідланді, за що був удостоєний нагороджений орденом Святого Володимира 4 ступеня і зроблений в капітани. 20 травня 1808 року здійснено полковниками.
У російсько-турецькій війні в 1810—1811 роках брав участь у складі Дунайської армії, куди був відряджений в 1810 році. Проявив себе в битвах з турками при Батині, в облогу та взяття Сілістрії. 15 травня 1811 року призначений шефом Нешлотського піхотного полку. За штурм Ловчі в 1811 був нагороджений Золотою шпагою «За хоробрість». За визволення села Громади — орден Святого Володимира 3 ступеня. З 10 січня 1812 був шефом Тифліського піхотного полку, в лютому призначений командиром, а з 12 березня 1812 призначений шефом Нашебурзького піхотного полку, що входив до складу 1-ї бригади 9-ї піхотної дивізії корпусу Є. І. Маркова Обсерваційна армія. У складі свого полку брав участь у Вітчизняній війні 1812 року. За битву під Кобрином та Городечно нагороджений орденом Святого Георгія 4-го ступеня (22 листопада 1812 року). За відмінність у бою під Кинжвартом 15 вересня 1813 проведений в генерал-майори і призначений командиром бригади з Апшеронського і Нашебурзького полків. 1813 року бився під час облоги фортеці Торна, в Битві під Лейпцигом, за що отримав орден Святої Анни 1 ступеня.
У 1814 році брав участь у битвах під Брієном, Ла-Ротьером і Шампобером, де отримав поранення і разом з генералом 3.Д. Олсуф'єв взятий французами в полон. З полону звільнено після взяття Парижа. Повернувся до своєї бригади. 29 липня 1817 року призначений командиром 3-ї бригади 23-ї піхотної дивізії. Продовжував службу мови у Франції у складі корпусу М. З. Воронцова до 1818 року. Повернувшись до Росії, був призначений командиром 2-ї бригади 9-ї піхотної дивізії. Офіцери і солдати Нашебурзького полку, за спогадами сучасника, плакали під час прощання з Полторацким, настільки сильне кохання та розташування підлеглих він заслужив. 13 березня 1822 р. він був призначений «складатися по армії». 28 січня 1830 року перейменований в таємні радники і призначений Ярославським цивільним губернатором. 18 лютого 1835 року отримав чин генерал-лейтенанта і перейменований ярославським військовим губернатором з управлінням цивільною частиною. Зробив багато корисного для розвитку освіти та благодійності в Ярославській губернії. В 1842 році вийшов у відставку за станом здоров'я. Останні роки жив у Санкт-Петербурзі, де помер 15 березня 1858 року і був похований у Сергієвій пустелі.

## Нагороди
- Орден Святої Анни 4 ст. (1805)[3]
- Золота шпага «За хоробрість» (1811)
- Орден Святого Георгія 4 ст. (1812)
- Орден Святої Анни 1 ст. (1813)
- Орден Святого Володимира 2 ст. (1831)
- Імператорська корона до Ордену Святої Анни 1 ст. (1833)
- Відзнака бездоганної служби за XXX років (1833)
- Орден Білого Орла (1837)

іноземні:
- Прусський Орден Червоного Орла 2 ст. (1813)
- Шведський Орден Меча 1 ст. (1813)
- Прусський орден Pour le Mérite (1814)

## Родина

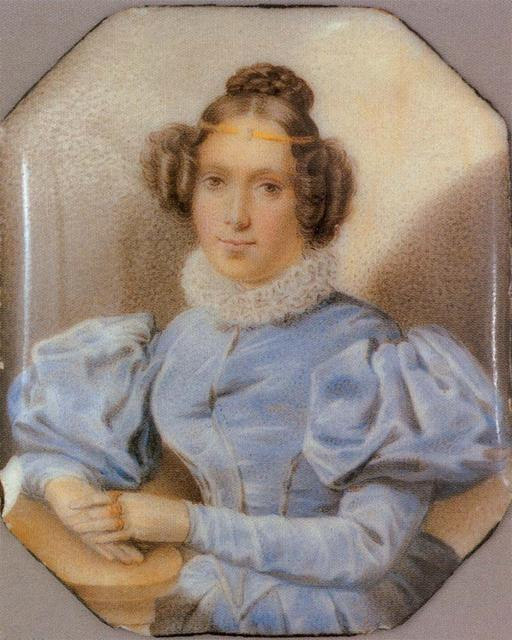
Софія Борисівна Голіцина

Дружина (з 18 серпня 1818 року) — княжна Софія Борисівна Голіцина (15.04.1795-19.11.1871), дочка генерал-лейтенанта князя Бориса Голіцина; фрейліна високого двору і кавалерственна жінка ордена Святої Катерини меншого хреста; отримала у придане понад 1000 душ кріпаків у Козельському та Новоторзькому повітах. Вихована була француженкою зі почту герцогині Поліньяк. За словами сучасниці, мадам Полторацька була «виразно не красуня, але миловидна, розмовляла добре і чемно, що вже було шармом». У її ярославській вітальні маркіз де Кюстін, за власним визнанням, відчував себе як «в Лондоні або швидше в Петербурзі». Овдовівши, жила в столиці в будинку своєї сестри, відомої благодійниці Тетяни Потьомкіної на вул. Мільйонній, буд. 22, де й померла раптово від зупинки серця. Похована поруч із чоловіком у Сергієвій пустині. За зауваженням родички:
|  | Про смерть пані Полторацької взагалі мало хто жалкував через її деспотичний характер, який абсолютно заступав у ній її добрі якості. Загалом егоїзм, марнославство, деспотизм і звичка не бачити навколо нікого, крім себе, були її відмінними якостями. |

- Борис Костянтинович (09.01.1820-08.02.1850[9]), ротмістр лейб-гвардії Гусарського Його Величності полку, неодружений, помер від грудної водянки.